# Petchtai Wongkamlao
Petchtai Wongkamlao (taj. เพ็ชรทาย วงศ์คำเหลา; ur. 1963 w Tajlandii) – tajski komik, scenarzysta, reżyser, producent filmowy i aktor.
Jest najbardziej znanym komikiem w Tajlandii, występuje pod pseudonimem Mum Jokmok (taj. หม่ำ จ๊กมก). Prowadzi autorski program telewizyjny pt. „Mum Show”.

## Filmografia

### Aktor
- 2008: Ong Bak 2 jako Mhen
- 2008: Mum Deaw Hua Liem Hua Lam
- 2007: Khuu raet
- 2007: Teng Nong Khon Ma Ha Hea
- 2007: The Bodyguard 2 jako Kum Lhau
- 2005: Yam Yasothon jako Yam
- 2005: Obrońca (Tom yum goong) jako inspektor Mark
- 2005: Luang Phii Theng
- 2005: Cherm jako Sombati Diprom "Bati"
- 2005: Variety phii chalui jako Tom Penlert
- 2004: The Bodyguard jako Wong Kom
- 2003: Sai Lor Fah
- 2003: Ong Bak jako George
- 2001: Killer Tattoo jako Dog Badbomb

### Reżyseria
- 2007: The Bodyguard 2
- 2005: Yam Yasothon
- 2004: The Bodyguard

### Scenariusz
- 2007: The Bodyguard 2
- 2005: Yam Yasothon
- 2004: The Bodyguard